# Rubus nishimuranus
Rubus nishimuranus är en rosväxtart som beskrevs av Gen-Iti Koidzumi. Rubus nishimuranus ingår i släktet rubusar, och familjen rosväxter. Utöver nominatformen finns också underarten R. n. inermis.